# Championnat du Nicaragua de football 1933
Navigation
Saison suivante
La Primera División 1933 est la première édition de la première division nicaraguayenne.

## Bilan du tournoi
| Tableau d'Honneur |              |
| Compétition       | Vainqueur    |
| Primera División  | Alas Managua |

| Promotions et relégations   |         |
| Relégué en Segunda División | Inconnu |
| Promu de Segunda División   | Inconnu |